# حاجز متوسط
الحاجز المتوسط (بالإنجليزية: Septum intermedium)‏، هو حاجز يتشكّل عبر التقاء نتوء وسائد الشغاف بالقناة الأذينية، حيث يقسم الحاجز القناة إلى قناتين، اللتان ستصبحان فيما بعد الفوهة الأذينية البطينية اليمنى واليسرى.

## روابط خارجية
- نظرة عامة على edu.mt

1. ↑  Christopher J. Mungall؛ Melissa Haendel؛ David Osumi-Sutherland، أوبيرون، QID:Q7876491